# 高樹庄
高樹庄為臺灣日治時期1920年至1945年間存在之行政區，轄屬高雄州屏東郡。今屏東縣高樹鄉（不含廣福村、廣興村）。

## 行政區劃
高樹地區在清代屬港西上里，在1897年5月隸屬於「鳳山縣阿里港辨務署」。1898年6月18日，鳳山縣併入「臺南縣」，阿里港辨務署被併入「阿猴辨務署」。1899年4月8日，阿猴辨務署增設「阿里港支署」。1900年11月15日，高樹區分為「東振新區、加蚋埔區」。1901年11月11日，臺灣的行政區劃改為二十廳，臺南縣被裁撤，阿猴、東港辨務署合併為阿猴廳，高樹地區隸屬於「阿猴廳阿里港支廳」。高樹地區在此時期的劃分如下：
- 東振新區
  - 港西上里：高樹下庄、舊藔庄、阿秡泉庄、東振新庄
- 加蚋埔區
  - 港西上里：加蚋埔庄、田仔庄、埔羗崙庄

1904年4月13日，阿猴廳將原有街庄整併。1905年3月，阿猴廳改稱「阿緱廳」。1920年10月1日，原堡里鄉澚之行政區廢除，街庄社改為大字，「高樹下」改稱「高樹」，而東振新區、加蚋埔區合併為高雄州屏東郡高樹庄，轄域內分為高樹、舊寮、阿秡泉、東振新、加蚋埔、田子、埔羗崙等7個大字。
二戰後，高樹庄改為高雄縣屏東區高樹鄉。1950年，改為屏東縣高樹鄉，且鹽埔鄉的大路關改隸高樹鄉。
| 1904年   | 1904年   | 1904年                                   | 1920年 | 1920年 | 現在   |
| 堡里     | 區       | 街庄社                                   | 街庄   | 大字   | 鄉鎮   |
| -------- | -------- | ---------------------------------------- | ------ | ------ | ------ |
| 港西上里 | 東振新區 | 私埤庄、高樹下庄                         | 高樹庄 | 高樹   | 高樹鄉 |
| 港西上里 | 東振新區 | 舊藔庄、隘藔庄、菜藔庄                   | 高樹庄 | 舊寮   | 高樹鄉 |
| 港西上里 | 東振新區 | 阿秡泉庄、青埔尾庄                       | 高樹庄 | 阿秡泉 | 高樹鄉 |
| 港西上里 | 東振新區 | 東振新庄、大埔庄、水流庄                 | 高樹庄 | 東振新 | 高樹鄉 |
| 港西上里 | 加蚋埔區 | 加蚋埔庄                                 | 高樹庄 | 加蚋埔 | 高樹鄉 |
| 港西上里 | 加蚋埔區 | 田仔庄、舊庄、舊南勢庄                   | 高樹庄 | 田子   | 高樹鄉 |
| 港西上里 | 加蚋埔區 | 新南勢庄、舊埔羌崙庄、新埔羌崙庄、鹽樹庄 | 高樹庄 | 埔羗崙 | 高樹鄉 |

## 區、庄長
- 東振新區長
  - 賴阿郎：1910~1912年
  - 梁祝生：1913~1918年
  - 溫慕春：1919~1920年
- 加蚋埔區長
  - 潘文程：1910~1912年
  - 藍高臨：1913~1920年
- 高樹庄長
  - 溫慕春：1920~1932年
  - 玉岡嚴男：1933年
  - 西村勘二：1934~1939年（原任鳳山郡役所庶務課囑）
  - 松本一郎：1940~1945年（原任屏東郡役所庶務課書記）[5]

## 設施
- 高樹公學校→高樹國民學校（今高樹國小）
- 日出公學校→日出國民學校（今泰山國小）
- 舊寮公學校→舊寮國民學校（今舊寮國小）

- 田子國民學校（今田子國小）
- 高樹信用組合（今高樹鄉農會）
- 大和興業株式會社（今泰和農場）